# Limonia hebridicola
Limonia hebridicola là một loài ruồi trong họ Limoniidae. Chúng phân bố ở miền Australasia.